# Horné Chlebany
Horné Chlebany (bis 1927 slowakisch „Horné Chlbany“; deutsch Oberhelbing, ungarisch Felsőhelbény) ist eine slowakische Gemeinde im Okres Topoľčany und im Nitriansky kraj mit 370 Einwohnern (Stand 31. Dezember 2024).

## Geographie
Die Gemeinde befindet sich im mittleren Teil des Hügellands Nitrianska pahorkatina, auf rechtsseitiger Flurterrasse der Bebrava kurz vor dem Zusammenfluss mit der Nitra. Das Ortszentrum liegt auf einer Höhe von 170 m n.m. und ist sieben Kilometer von Topoľčany entfernt.
Nachbargemeinden sind Rajčany im Norden und Nordosten, sehr kurz Chynorany und Bošany im Südosten, Krušovce (Ortsteil Dolné Chlebany) im Süden und Westen und Solčianky im Nordwesten.

## Geschichte
Horné Chlebany wurde zum ersten Mal 1328 als Halban schriftlich erwähnt und war Besitz der Familie Rajcsányi. 1428 gehörte das Dorf zur Herrschaft Krušovce und wurde später Besitz der Familie Zay. 1553 gab es vier Porta in Horné Chlebany, 1815 wohnten drei Haushalte im Ort, 1828 zählte man 17 Häuser und 120 Einwohner, die als Landwirte beschäftigt waren.
Bis 1918 gehörte der im Komitat Neutra liegende Ort zum Königreich Ungarn und kam danach zur Tschechoslowakei beziehungsweise heute Slowakei. In der ersten tschechoslowakischen Republik war etwa eine Hälfte der Einwohner als Saisonarbeiter beschäftigt, dazu gab es ein Großgut von J. Fink, das 1925 teilweise parzelliert wurde. Von 1976 bis 1990 war Horné Chlebany Teil der Gemeinde Rajčany.

### Ortsname
Der Ortsname lässt sich frei mit „Oberbrotdorf“ übersetzen. Vom Ortsnamen abgeleitet zeigt das Ortswappen drei Laibe Brot in drei Körben auf rotem Hintergrund.

## Bevölkerung
| Jahr                | 1994 | 2004    | 2014    | 2024    |
| ------------------- | ---- | ------- | ------- | ------- |
| Anzahl der Personen | 369  | 339     | 360     | 370     |
| Unterschied         |      | −8,13 % | +6,19 % | +2,77 % |

| Jahr                | 2023 | 2024    |
| ------------------- | ---- | ------- |
| Anzahl der Personen | 379  | 370     |
| Unterschied         |      | −2,37 % |

Gemäß der Volkszählung 2011 wohnten in Horné Chlebany 361 Einwohner, davon 356 Slowaken. Zwei Einwohner gaben eine andere Ethnie an und drei Einwohner machten keine Angabe zur Ethnie.
344 Einwohner bekannten sich zur römisch-katholischen Kirche, ein Einwohner zur Evangelischen Kirche A. B. und ein Einwohner zu einer anderen Konfession. 11 Einwohner waren konfessionslos und bei vier Einwohnern wurde die Konfession nicht ermittelt.

## Bauwerke und Denkmäler
- Kapelle Jungfrau Maria aus dem Jahr 1728

## Verkehr
Durch Horné Chlebany passieren sowohl die Straße 1. Ordnung 64 zwischen Topoľčany und Partizánske. Der nächste Bahnanschluss ist an der Bahnstrecke Nové Zámky–Prievidza, mit Haltestellen in Krušovce und Bošany.